# Româno-Americană Bukareszt
Româno-Americană Bukareszt – rumuński klub piłkarski, mający siedzibę w mieście Bukareszt, w stolicy kraju.

## Historia
Chronologia nazw:
- 1906: Societatea Româno-Americană Ploeszti
- 1914: Româno-Americană FC Bukareszt
- 1916: klub rozformowano

Piłkarski klub Societatea Româno-Americană został założony w Ploeszti w 1906 roku. Założycielami zostały amerykańskie i holenderskie funkcjonariusze firm naftowych z doliny Prahova. Zespół najpierw uczestniczył w rozgrywkach regionalnych mistrzostw Rumunii. W 1914 przeniósł się do Bukaresztu i zmienił nazwę na Româno-Americană Bukareszt (RAB). W sezonie 1914/15 startował w rozgrywkach Pucharu Jeana Luca P. Niculescu, gdzie zajął pierwsze miejsce wśród 6 zespołów i zdobył tytuł mistrza Rumunii. Jednak wiosną 1916 roku przed startem nowego sezonu klub został zlikwidowany.

## Sukcesy

### Trofea międzynarodowe
Nie uczestniczył w rozgrywkach europejskich (stan na 31-05-2016).

### Trofea krajowe
| \| \| Zdobyte trofea w rozgrywkach Rumunii (stan na: 31-03-2017) \| |                                                            |      |          |
| Rozgrywki                                                           | Osiągnięcie                                                | Razy | Sezon(y) |
| Mistrzostwo                                                         | I miejsce                                                  | 1    | 1914/15  |
| Mistrzostwo                                                         | II miejsce                                                 | 0    |          |
| Mistrzostwo                                                         | III miejsce                                                | 0    |          |
| Puchar                                                              | zdobywca                                                   | 0    |          |
| Puchar                                                              | finalista                                                  | 0    |          |
| II liga                                                             | I miejsce                                                  | 0    |          |
| II liga                                                             | II miejsce                                                 | 0    |          |
| II liga                                                             | III miejsce                                                | 0    |          |
| Rumunia                                                             | Zdobyte trofea w rozgrywkach Rumunii (stan na: 31-03-2017) |      |          |

- Copa Harwaster:
  - zdobywca: 1915

## Stadion
Klub rozgrywał swoje mecze domowe na stadionie La Șosea w Bukareszcie, który może pomieścić 800 widzów.